# Яскравість (кольоросприйняття)

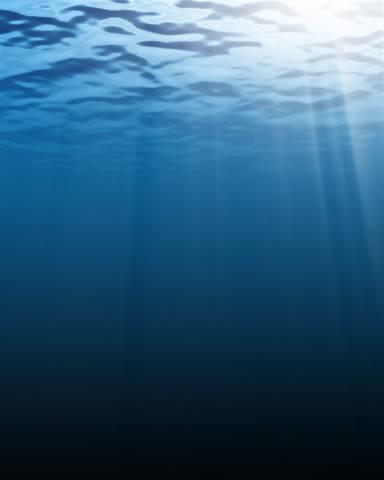
Підводне фото демонструє зменшення яскравості в залежності від глибини занурення

Яскравість — це характеристика візуального кольоросприйняття джерела, здатного випромінювати або відбивати світло. Іншими словами, яскравість є суб'єктивним атрибутом сприйняття властивостей об'єкта, отриманих завдяки яскравості освітленої або відображеної мішені.

## Яскравість звуків
Крім того, за грубою аналогією з візуальною яскравістю,термін яскравість використовується також для характеристики звукових тембрів. За тембром розрізняють звуки однакової висоти і гучності. Дослідники вважають обертонове забарвлення (або яскравість) тембру одним з найсильніших в сприйнятті відмінностей між звуками, виконаними на різних інструментах, різними голосами, а також акустичне оформлення музичного звуку — його висоту, гучність і тривалість. За допомогою тембру можна виділити той чи інший компонент музичного цілого, посилити або послабити контрасти; зміна тембрів — один з елементів музичної драматургії.